# Walburgiskapelle (Klosterseeon)

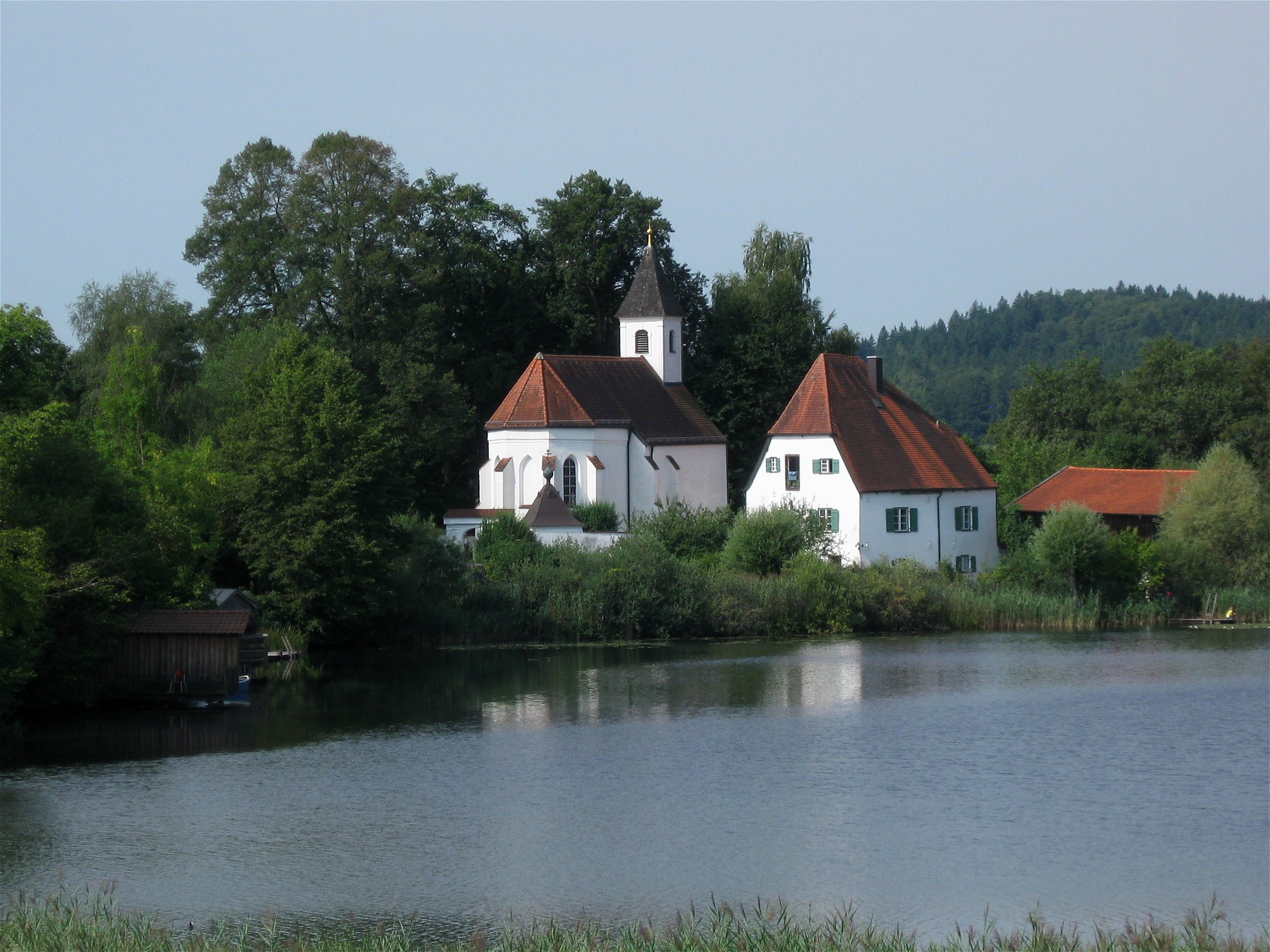
St. Walburgis (Mitte) mit dem sogenannten Apothekerhaus (rechts)

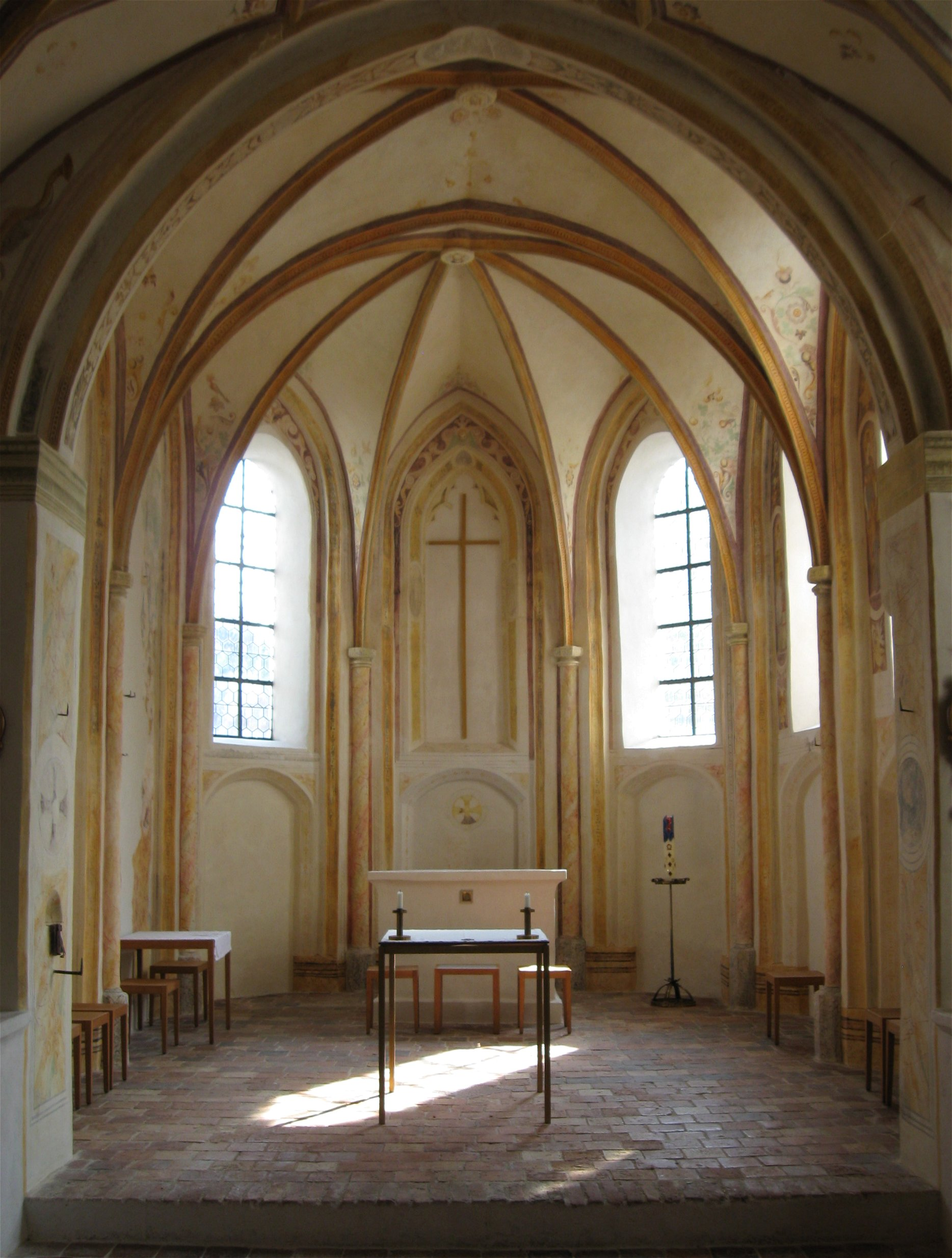
Chor

Die Walburgiskapelle (auch St. Walburg oder St. Walburgis) im Ortsteil Klosterseeon der oberbayerischen Gemeinde Seeon-Seebruck wurde etwa 1000 nach Christus auf einer inzwischen dem Festland zugewachsenen Insel des Seeoner Sees errichtet und gehörte zum Benediktinerinnenkloster auf der großen Nachbarinsel. Nach einer bewegten Geschichte kam die Walburgiskapelle schließlich 1969 in den Besitz der Gemeinde Seeon-Seebruck, die sie als Veranstaltungsort nutzt und dort für kulturell interessierte Besucher Führungen veranstaltet.

## Geschichte
Als Nebenkirche des Benediktinerklosters Seeon kurz nach dessen Gründung 994 n. Chr. erbaut, diente St. Walburgis den Benediktinerinnen des angesiedelten Konvents als Gotteshaus. Im 13. Jahrhundert wurde sie Spitalkirche und im 15. Jahrhundert Pfarrkirche. Nach Brandschäden wurde St. Walburgis ab 1561 aufwändig neu gestaltet. Dabei entstanden kunsthistorisch herausragende und mit sehr wertvollen Pigmenten erstellte Wandmalereien im Stil des Manierismus, deren Meister zu identifizieren bisher noch nicht gelungen ist. Diese Malereien wurden erstmals um 1646 in einheitlichem Ocker übertüncht. Anschließend wurde der Innenraum in 350 Jahren noch viermal übertüncht. Im 18. Jahrhundert wurde das Dachwerk erneuert und die liturgische Gestaltung im Stil des Rokokos neu erstellt. 1804 wurde die Kirche zusammen mit dem Benediktinerkloster an den Bäckermeister Franz Xaver Distler aus München verkauft, der es 1815 an seine Tochter weitergab. 1852 erwarb Amélie von Leuchtenberg den Besitz und begründete den russisch-orthodoxen Friedhof von St. Walburgis. Eine berühmte Grabstätte dort gehört Anna Anderson. St. Walburgis wurde 1969 von der Familie Leuchtenberg der Gemeinde Seeon per Schenkung übereignet.

## Die manieristischen Wandmalereien

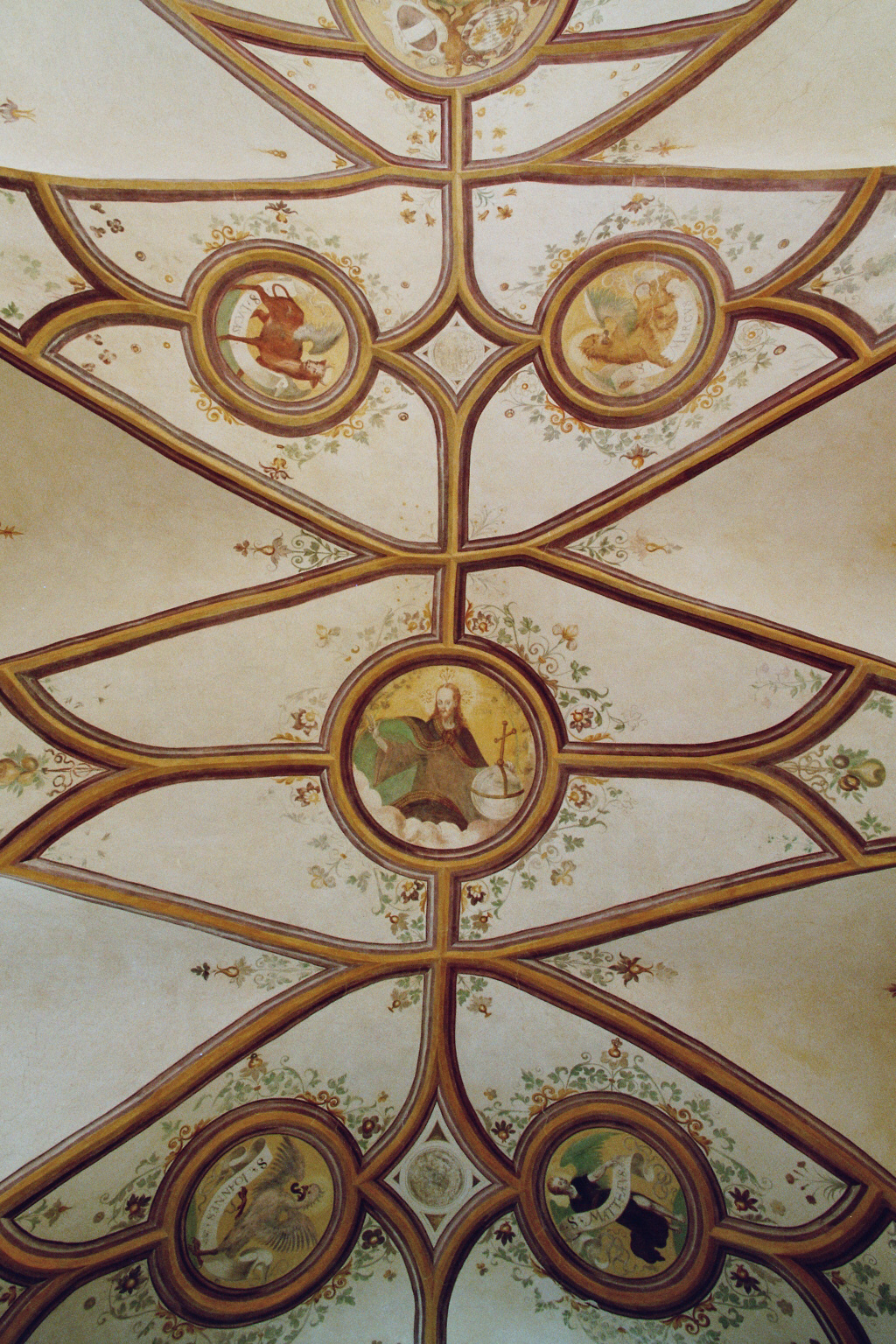
Deckengewölbe nach der Restaurierung durch Johann Brunner

Ziel der jüngsten Restaurierung (2002 bis 2006) war neben der Stabilisierung des Baukörpers, diese Raumfassung des späten 16. Jahrhunderts mit ihren qualitativ sehr hochwertigen Malereien wiederherzustellen. Als leitende Restauratoren gestalteten Johann Brunner und seine Frau Zuzana dieses Projekt. Die Restaurierung der Wandmalereien stellte für alle Beteiligten eine extrem große Herausforderung dar. Denn es gibt nur sehr wenige, vergleichbare Arbeiten dieser Epoche, die als geschlossenes Raumbild mit streng abgegrenzt gefassten Themengruppen erhalten sind. Der Erhaltungszustand des mehrfach übertünchten Kunstschatzes in St. Walburgis stellte sich während der Freilegung jedoch als unerwartet labil heraus. So lagen weitreichende Verluste durch Gebäuderisse sowie Abplatzungen, Ausblühungen und Versinterungen des Putzes vor und die originalen Farben hafteten schlecht auf dem Untergrund. Daher konnten viel weniger Bereiche ohne Beschädigung freigelegt werden, als ursprünglich erhofft worden war. Große Flächenanteile mussten ohne Freilegung konserviert werden. In Abstimmung mit dem Landesamt für Denkmalpflege beschlossen die Verantwortlichen, das Ziel der Wiederherstellung des Raumeindrucks von etwa 1580 zu erreichen, indem Johann Brunner verlorene und verborgene Malerei als Rekonstruktion in reversibler Technik auf der jeweiligen Rekonstruktions- beziehungsweise Konservierungsschicht ergänzte.

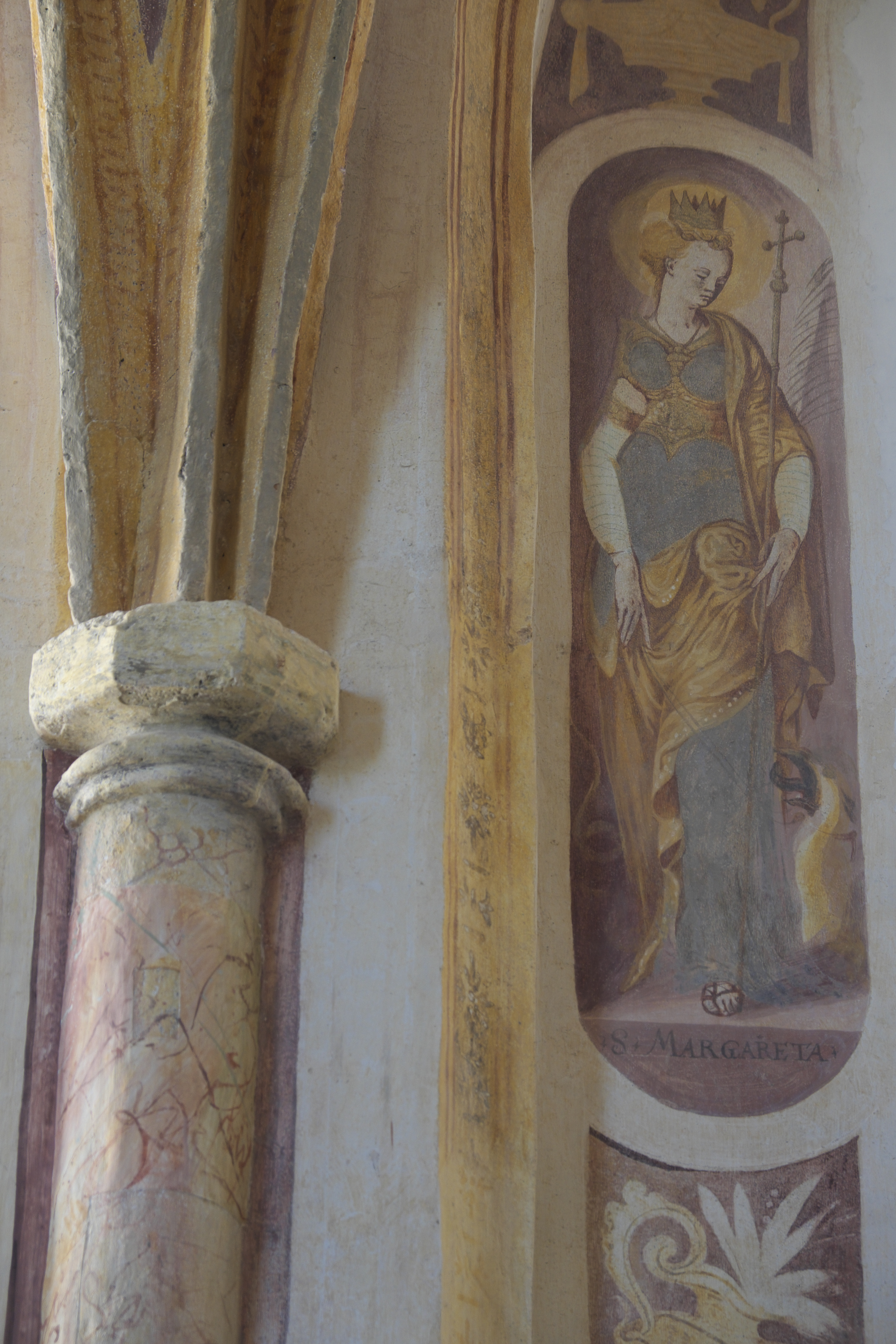
Heilige Margareta
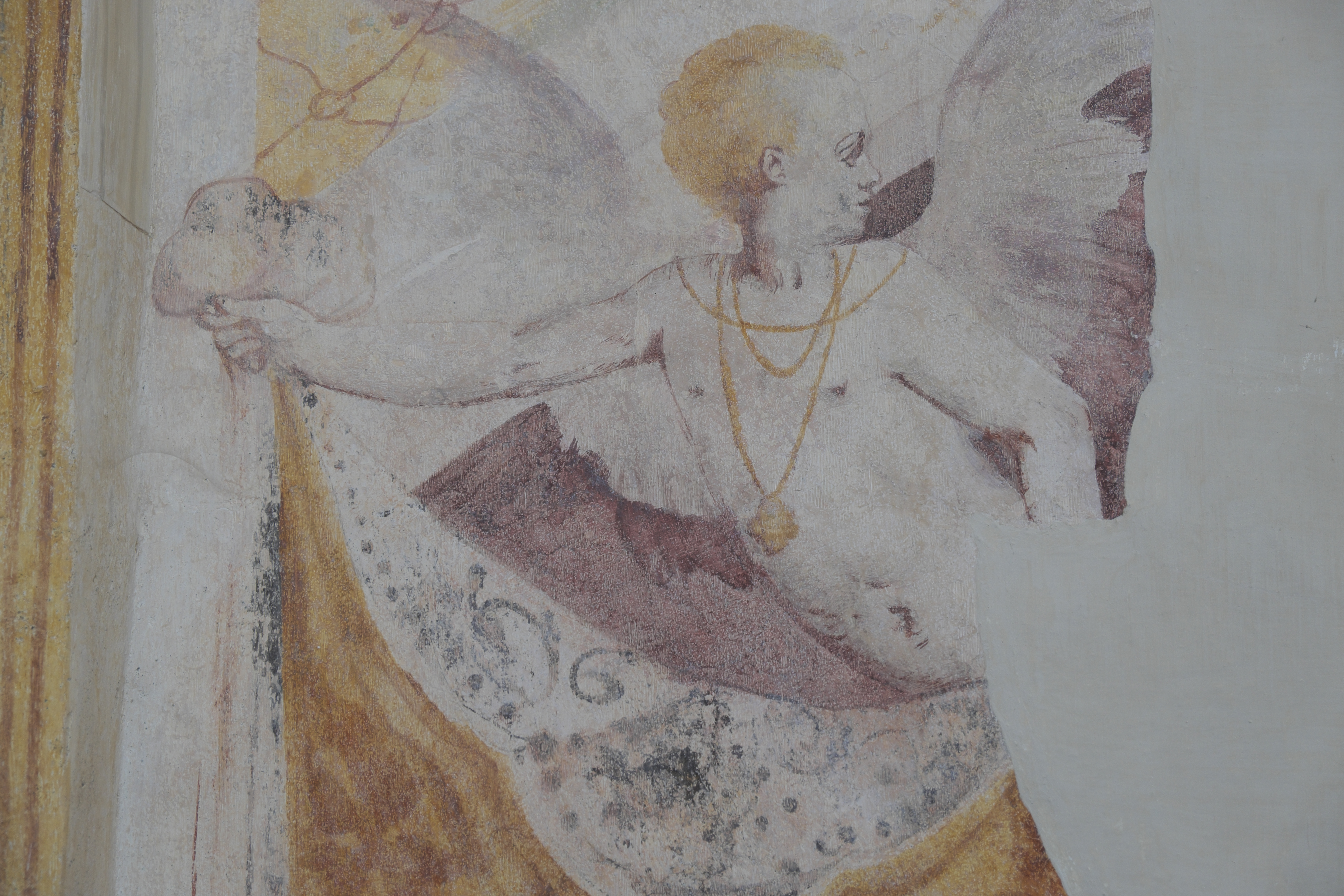
Putto
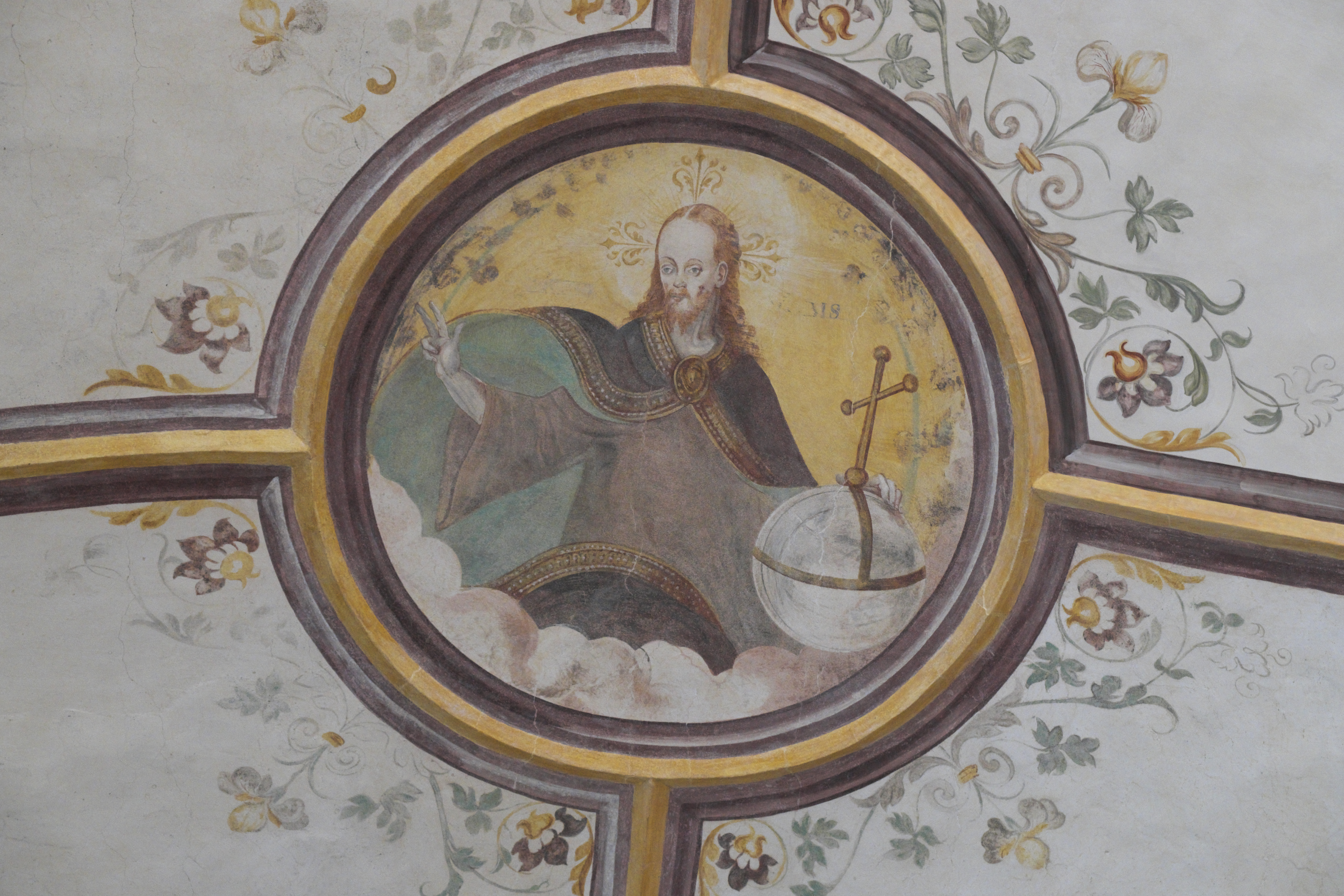
Salvator mundi
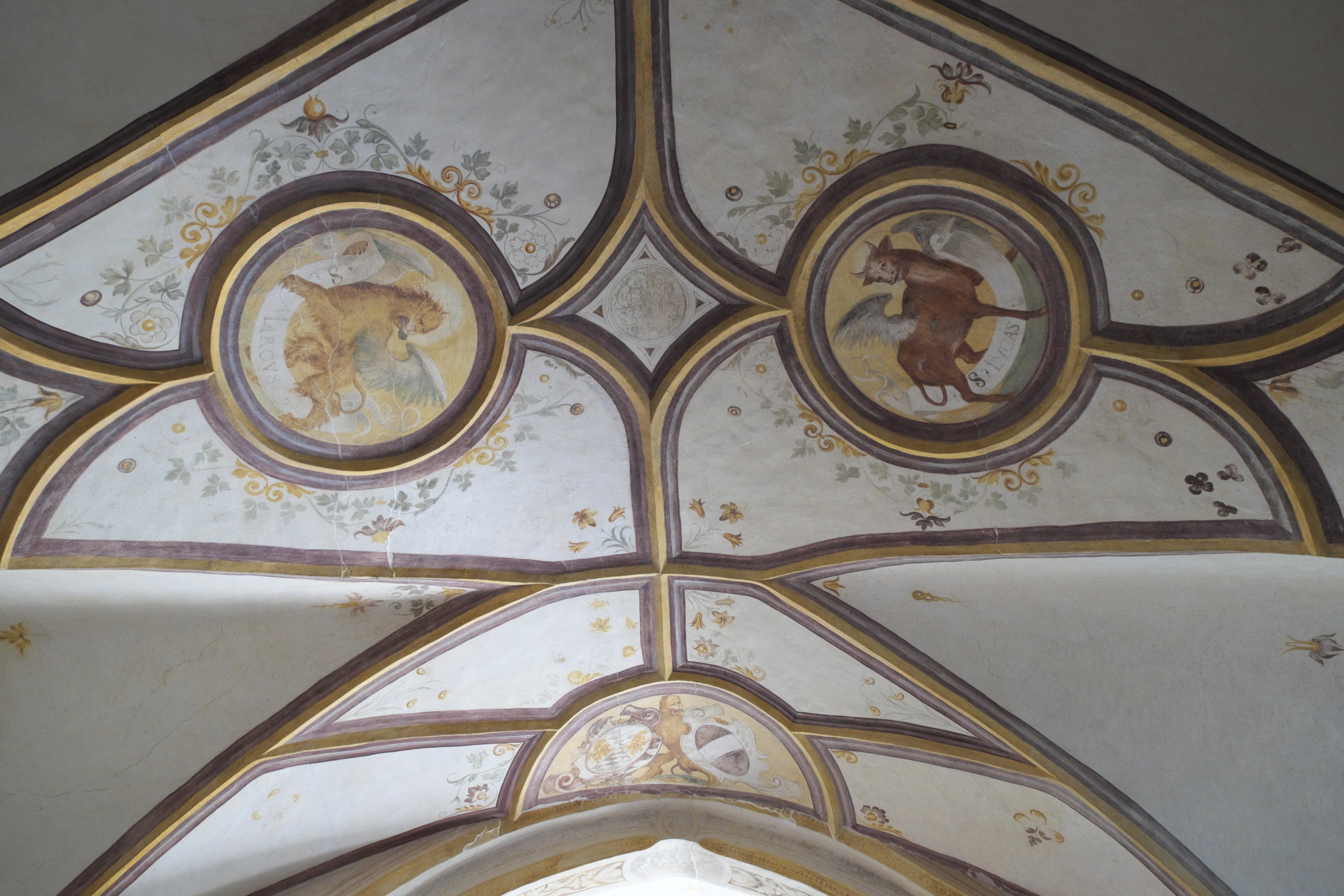
Symbole der Evangelisten Markus (Löwe) und Lukas (Stier)